# Isaac Ross

a Compétitions nationales et continentales officielles uniquement.

b Matchs officiels uniquement.
Dernière mise à jour le 14 septembre 2021.
Isaac Beattie Ross, né le 27 octobre 1984 à Ashburton (Nouvelle-Zélande), est un joueur de rugby à XV qui joue pour les All Blacks depuis 2009. Il évolue au poste de deuxième ligne au Legion de San Diego en Major League Rugby. Il mesure 2,02 m pour 117 kg. 
Il est un des trois fils de Jock Ross qui joua aussi avec les All Blacks. Sa mère a joué avec l'équipe féminine de Nouvelle-Zélande de rugby à XV.

## Carrière

### En club et province
Ross débute avec la province de Canterbury en 2006. 
Il signe avec les Crusaders en 2007 avec lesquels il débute en Super 14 en 2007 puis il dispute la saison 2008 avec les Highlanders avant de rejoindre les Crusaders en 2009.
Il dispute la NPC avec Canterbury, dont 11 matchs en 2008-09.

### En équipe nationale
Ross débute avec l'équipe de Nouvelle-Zélande des moins de 18 ans puis des moins de 21 ans. Il a joué ensuite avec l'équipe des Māori de Nouvelle-Zélande de rugby à XV en 2007 et a disputé la Churchill Cup cette année-là.
Il  dispute son premier test avec les All Blacks contre la France à Dunedin le 13 juin 2009. Il est titulaire dans l'équipe qui dispute le Tri-nations 2009. Malgré son jeune âge, et le fait qu'il joue avec des joueurs beaucoup plus expérimentés comme Richie McCaw, c'est lui qui choisit le sauteur lors des lancers en touche.
Laissé au pays pour la tournée en Europe fin 2009 afin qu'il puisse accroître sa masse physique, il a depuis perdu sa place chez les Crusaders et les All Blacks. Il quitte Canterbury pour Waikato en 2010 afin d'obtenir une place de titulaire, dans le but de retrouver de la confiance, ainsi que le niveau de jeu qui lui avait permis de devenir l'un des All Blacks les plus prometteurs.

## Palmarès
- Nombre de tests avec les All Blacks : 8
- Matchs avec les All Blacks par année : 8 en 2009